# Karilatsi (Kanepi)
Karilatsi (Duits: Karilatz) is een plaats in de Estlandse gemeente Kanepi, provincie Põlvamaa. Karilatsi heeft de status van dorp (Estisch: küla).
Tot in oktober 2017 lag Karilatsi in de gemeente Kõlleste. In die maand werd Kõlleste bij de gemeente Kanepi gevoegd.
Door Karilatsi stroomt de beek Piigaste oja.
In de oude dorpskern bevindt zich ook een openluchtmuseum

## Bevolking
Het aantal inwoners stijgt langzaam, zoals blijkt uit het volgende staatje:
| Jaar            | 2000 | 2011 | 2017 | 2019 | 2021 |
| --------------- | ---- | ---- | ---- | ---- | ---- |
| Aantal inwoners | 55   | 61   | 63   | 64   | 67   |

## Geschiedenis
Karilatsi werd voor het eerst genoemd in 1627 onder de naam Karles. In de 17e eeuw had de plaats een eigen landgoed; daarna viel ze onder het landgoed van Kähri. In de 20e eeuw werd een aantal buurdorpen bij Karilatsi gevoegd, het laatst (1977) Juuriku en Põrstõ. In 1938 werd echter het noordelijk deel van het dorp afgesplitst; dat is nu Karilatsi in de gemeente Põlva vald.